# 9000 Hal
A 9000 Hal (ideiglenes jelöléssel 1981 JO) a Naprendszer kisbolygóövében található aszteroida. Edward L. G. Bowell fedezte fel 1981. május 3-án.